# Prêmio de Jogador Mais Valioso do Super Bowl

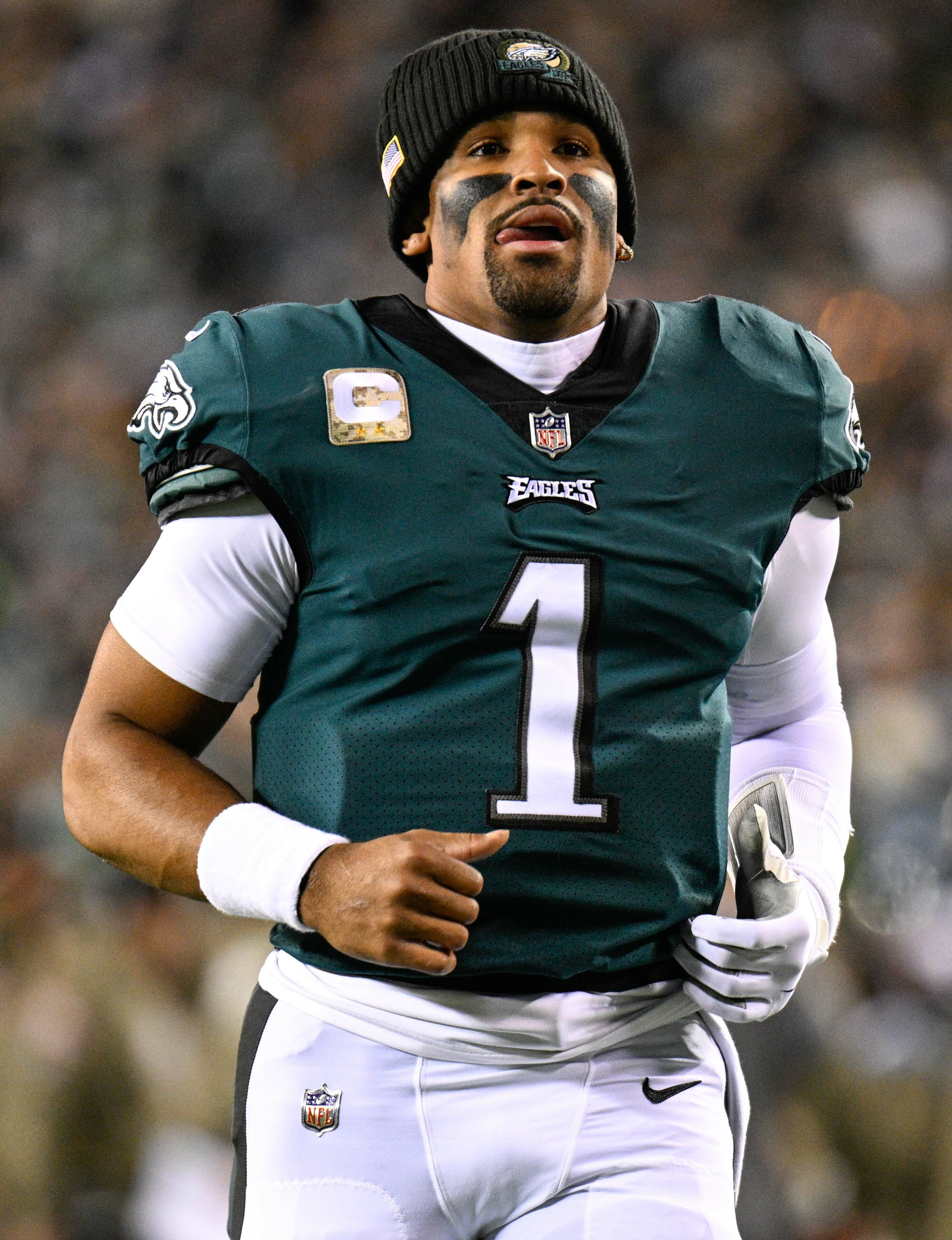
Jalen Hurts, vencedor do prêmio de MVP no Super Bowl LIX em 2025.

O Prêmio de Jogador Mais Valioso do Super Bowl é entregue anualmente para o jogador mais valioso do Super Bowl, a final da National Football League (NFL). O vencedor é escolhido por votos de fãs durante o jogo e por um painel de dezesseis jornalistas que votam depois da partida. Os votos da mídia contam como oitenta por cento do total, enquanto o voto dos espectadores equivale aos vinte por cento restantes. O público pode votar através da internet ou por celular; o Super Bowl XXXV foi o primeiro da história com votos da torcida. O vencedor mais recente é Jalen Hurts, quarterback do Philadelphia Eagles, que foi escolhido como o Jogador Mais Valioso do Super Bowl LIX em 2025.
O prêmio é entregue desde o Super Bowl I em 1967. Até 1989, foi entregue pela revista Sport. Bart Starr foi o vencedor nos dois primeiros Super Bowls. O prêmio é entregue pela própria NFL desde 1990. O Troféu Pete Rozelle foi entregue pela primeira vez no Super Bowl XXV, nomeado em homenagem ao ex-comissário da NFL. Ottis Anderson foi o primeiro jogador a receber esse troféu. A maioria dos vencedores do prêmio também ganharam um carro entregue por diversos patrocinadores.
Tom Brady é o recordista de vitórias com cinco prêmios, seguido por Joe Montana com três e depois Starr, Terry Bradshaw e Eli Manning com dois cada. Starr e Bradshaw são os únicos que venceram seus prêmios em anos consecutivos. O Jogador Mais Valioso veio do time vencedor em todos os anos com a exceção de 1971, quando Chuck Howley, linebacker do Dallas Cowboys, venceu o prêmio apesar de ter perdido o Super Bowl V para o Baltimore Colts. Harvey Martin e Randy White, defensores dos Cowboys, foram ambos nomeados os Jogadores Mais Valiosos do Super Bowl XII, a única vez que mais de uma pessoa recebeu o prêmio no mesmo ano.

## Vencedores
|  | Jogador ainda ativo             |
|  | Jogador entrou no Hall da Fama  |
|  | Jogador estava no time perdedor |

| Ano  | Super Bowl | Vencedor         | Time                 | Posição                        | Ref.   |
| ---- | ---------- | ---------------- | -------------------- | ------------------------------ | ------ |
| 1967 | I          | Bart Starr       | Green Bay Packers    | Quarterback                    | [ 12 ] |
| 1968 | II         | Bart Starr       | Green Bay Packers    | Quarterback                    | [ 13 ] |
| 1969 | III        | Joe Namath       | New York Jets        | Quarterback                    | [ 14 ] |
| 1970 | IV         | Len Dawson       | Kansas City Chiefs   | Quarterback                    | [ 15 ] |
| 1971 | V          | Chuck Howley     | Dallas Cowboys       | Linebacker                     | [ 9 ]  |
| 1972 | VI         | Roger Staubach   | Dallas Cowboys       | Quarterback                    | [ 16 ] |
| 1973 | VII        | Jake Scott       | Miami Dolphins       | Safety                         | [ 17 ] |
| 1974 | VIII       | Larry Csonka     | Miami Dolphins       | Running back                   | [ 18 ] |
| 1975 | IX         | Franco Harris    | Pittsburgh Steelers  | Running back                   | [ 19 ] |
| 1976 | X          | Lynn Swann       | Pittsburgh Steelers  | Wide receiver                  | [ 20 ] |
| 1977 | XI         | Fred Biletnikoff | Oakland Raiders      | Wide receiver                  | [ 21 ] |
| 1978 | XII        | Harvey Martin    | Dallas Cowboys       | Defensive end                  | [ 10 ] |
| 1978 | XII        | Randy White      | Dallas Cowboys       | Defensive tackle               | [ 10 ] |
| 1979 | XIII       | Terry Bradshaw   | Pittsburgh Steelers  | Quarterback                    | [ 22 ] |
| 1980 | XIV        | Terry Bradshaw   | Pittsburgh Steelers  | Quarterback                    | [ 23 ] |
| 1981 | XV         | Jim Plunkett     | Oakland Raiders      | Quarterback                    | [ 24 ] |
| 1982 | XVI        | Joe Montana      | San Francisco 49ers  | Quarterback                    | [ 25 ] |
| 1983 | XVII       | John Riggins     | Washington Redskins  | Running back                   | [ 26 ] |
| 1984 | XVIII      | Marcus Allen     | Los Angeles Raiders  | Running back                   | [ 27 ] |
| 1985 | XIX        | Joe Montana      | San Francisco 49ers  | Quarterback                    | [ 28 ] |
| 1986 | XX         | Richard Dent     | Chicago Bears        | Defensive End                  | [ 29 ] |
| 1987 | XXI        | Phil Simms       | New York Giants      | Quarterback                    | [ 30 ] |
| 1988 | XXII       | Doug Williams    | Washington Redskins  | Quarterback                    | [ 31 ] |
| 1989 | XXIII      | Jerry Rice       | San Francisco 49ers  | Wide receiver                  | [ 32 ] |
| 1990 | XXIV       | Joe Montana      | San Francisco 49ers  | Quarterback                    | [ 33 ] |
| 1991 | XXV        | Ottis Anderson   | New York Giants      | Running back                   | [ 6 ]  |
| 1992 | XXVI       | Mark Rypien      | Washington Redskins  | Quarterback                    | [ 34 ] |
| 1993 | XXVII      | Troy Aikman      | Dallas Cowboys       | Quarterback                    | [ 35 ] |
| 1994 | XXVIII     | Emmitt Smith     | Dallas Cowboys       | Running back                   | [ 36 ] |
| 1995 | XXIX       | Steve Young      | San Francisco 49ers  | Quarterback                    | [ 37 ] |
| 1996 | XXX        | Larry Brown      | Dallas Cowboys       | Cornerback                     | [ 38 ] |
| 1997 | XXXI       | Desmond Howard   | Green Bay Packers    | Kickoff returner Punt returner | [ 39 ] |
| 1998 | XXXII      | Terrell Davis    | Denver Broncos       | Running back                   | [ 40 ] |
| 1999 | XXXIII     | John Elway       | Denver Broncos       | Quarterback                    | [ 41 ] |
| 2000 | XXXIV      | Kurt Warner      | St. Louis Rams       | Quarterback                    | [ 42 ] |
| 2001 | XXXV       | Ray Lewis        | Baltimore Ravens     | Linebacker                     | [ 43 ] |
| 2002 | XXXVI      | Tom Brady        | New England Patriots | Quarterback                    | [ 44 ] |
| 2003 | XXXVII     | Dexter Jackson   | Tampa Bay Buccaneers | Safety                         | [ 45 ] |
| 2004 | XXXVIII    | Tom Brady        | New England Patriots | Quarterback                    | [ 46 ] |
| 2005 | XXXIX      | Deion Branch     | New England Patriots | Wide receiver                  | [ 47 ] |
| 2006 | XL         | Hines Ward       | Pittsburgh Steelers  | Wide receiver                  | [ 48 ] |
| 2007 | XLI        | Peyton Manning   | Indianapolis Colts   | Quarterback                    | [ 49 ] |
| 2008 | XLII       | Eli Manning      | New York Giants      | Quarterback                    | [ 50 ] |
| 2009 | XLIII      | Santonio Holmes  | Pittsburgh Steelers  | Wide receiver                  | [ 51 ] |
| 2010 | XLIV       | Drew Brees       | New Orleans Saints   | Quarterback                    | [ 52 ] |
| 2011 | XLV        | Aaron Rodgers    | Green Bay Packers    | Quarterback                    | [ 53 ] |
| 2012 | XLVI       | Eli Manning      | New York Giants      | Quarterback                    | [ 54 ] |
| 2013 | XLVII      | Joe Flacco       | Baltimore Ravens     | Quarterback                    | [ 55 ] |
| 2014 | XLVIII     | Malcolm Smith    | Seattle Seahawks     | Linebacker                     | [ 56 ] |
| 2015 | XLIX       | Tom Brady        | New England Patriots | Quarterback                    | [ 57 ] |
| 2016 | 50         | Von Miller       | Denver Broncos       | Linebacker                     | [ 58 ] |
| 2017 | LI         | Tom Brady        | New England Patriots | Quarterback                    | [ 59 ] |
| 2018 | LII        | Nick Foles       | Philadelphia Eagles  | Quarterback                    | [ 60 ] |
| 2019 | LIII       | Julian Edelman   | New England Patriots | Wide receiver                  | [ 61 ] |
| 2020 | LIV        | Patrick Mahomes  | Kansas City Chiefs   | Quarterback                    | [ 62 ] |
| 2021 | LV         | Tom Brady        | Tampa Bay Buccaneers | Quarterback                    | [ 63 ] |
| 2022 | LVI        | Cooper Kupp      | Los Angeles Rams     | Wide receiver                  | [ 64 ] |
| 2023 | LVII       | Patrick Mahomes  | Kansas City Chiefs   | Quarterback                    | [ 65 ] |
| 2024 | LVIII      | Patrick Mahomes  | Kansas City Chiefs   | Quarterback                    | [ 66 ] |
| 2025 | LIX        | Jalen Hurts      | Philadelphia Eagles  | Quarterback                    | [ 3 ]  |

### Jogadores com mais de um troféu
| Jogador         | Troféus | Anos                         | Super Bowls                  |
| --------------- | ------- | ---------------------------- | ---------------------------- |
| Tom Brady       | 5       | 2002, 2004, 2015, 2017, 2021 | XXXVI, XXXVIII, XLIX, LI, LV |
| Joe Montana     | 3       | 1982, 1985, 1990             | XVI, XIX, XXIV               |
| Patrick Mahomes | 3       | 2020, 2023, 2024             | LVI, LVII, LVIII             |
| Bart Starr      | 2       | 1967, 1968                   | I, II                        |
| Terry Bradshaw  | 2       | 1979, 1980                   | XIII, XIV                    |
| Eli Manning     | 2       | 2008, 2012                   | XLII, XLVI                   |

### Por franquia
| Franquia                              | Total |
| ------------------------------------- | ----- |
| Dallas Cowboys                        | 7     |
| New England Patriots                  | 6     |
| Pittsburgh Steelers                   | 6     |
| San Francisco 49ers                   | 5     |
| Green Bay Packers                     | 4     |
| New York Giants                       | 4     |
| Kansas City Chiefs                    | 4     |
| Oakland/Los Angeles/Las Vegas Raiders | 3     |
| Washington Redskins                   | 3     |
| Denver Broncos                        | 3     |
| Tampa Bay Buccaneers                  | 2     |
| Miami Dolphins                        | 2     |
| Baltimore Ravens                      | 2     |
| St. Louis/Los Angeles Rams            | 2     |
| Philadelphia Eagles                   | 2     |
| Chicago Bears                         | 1     |
| Indianapolis Colts                    | 1     |
| New Orleans Saints                    | 1     |
| New York Jets                         | 1     |
| Seattle Seahawks                      | 1     |

### Por posição
| Posição                     | Total |
| --------------------------- | ----- |
| Quarterback                 | 34    |
| Wide receiver               | 8     |
| Running back                | 7     |
| Linebacker                  | 4     |
| Defensive end               | 2     |
| Safety                      | 2     |
| Cornerback                  | 1     |
| Defensive tackle            | 1     |
| Kick returner/Punt returner | 1     |